# Monika Hohlmeier
Monika Hohlmeier (München, 2 juli 1962) is een Duits politica van christendemocratische signatuur. Ze is lid van de Beierse Christlich-Soziale Union (CSU) en de Europese Volkspartij en zetelt sinds 2009 als lid van de EVP-fractie in het Europees Parlement. Ze is een voormalig minister van onderwijs en cultuur in Beieren.
Monika Hohlmeier is lid van de Begrotingscommissie en de Delegatie voor de betrekkingen met de Volksrepubliek China en plaatsvervangend lid van de Commissie begrotingscontrole, de Commissie burgerlijke vrijheden, justitie en binnenlandse zaken en de Delegatie voor de betrekkingen met de Raad van het Palestijnse Zelfbestuur.
Ze zetelde van 1990 tot 2008 in de Beierse Landdag. Van 1993 tot 1998 was ze staatssecretaris van het ministerie van onderwijs en cultuur Beieren, van 1998 tot 2005 minister van onderwijs en cultuur in Beieren.
Zij is een dochter van Franz Josef Strauß, was van 1982 tot 2013 gehuwd met Michael Hohlmeier en moeder van twee kinderen.
- Gemeinsame Normdatei: 122329600
- International Standard Name Identifier: 0000 0000 1175 3973
- Virtual International Authority File: 35335764
- WorldCat: E39PBJfrKjq4F4ycBrMTYcVDMP